# Cynoglossum holosericeum
Cynoglossum holosericeum là loài thực vật có hoa trong họ Mồ hôi. Loài này được Steven mô tả khoa học đầu tiên năm 1812.